# Ґродзіщко (Шамотульський повіт)
Ґродзіщко (пол. Grodziszczko) — село в Польщі, у гміні Душники Шамотульського повіту Великопольського воєводства.
У 1975-1998 роках село належало до Познанського воєводства.